# Cabo Bellue
El cabo Bellue es un cabo situado en la parte norte de la entrada a la bahía Darbel, y se trata del extremo occidental de la península Stresher, en la costa oeste de la Tierra de Graham (Antártida). Separa la costa de Graham al norte, de la costa Loubet al sur. Fue descubierto por la Cuarta Expedición Antártica Francesa, dirigida por Jean-Baptiste Charcot. Fue bautizada en honor del almirante Bellue, superintendente del astillero naval de Cherburgo (Francia).
En 1935, la Expedición Británica a la Tierra de Graham le dio el nombre erróneo de cabo Eversen o cabo Eversen Sur, y aparece en algunos mapas chilenos de 1947 erróneamente como cabo Everson, situando el cabo Bellue a 9 millas al sueste, siendo ese cabo llamado Phantom Point en mapas estadounidenses.
El cabo fue fotografiado desde el aire por la Falkland Islands and Dependencies Aerial Survey Expedition, y cartografiada por tierra por la Falkland Islands Dependencies Survey desde la isla Detaille entre 1956 y 1957.